# Vingrau
Vingrau  (le nom catalan a été gardé) est une commune française située dans le nord-est du département des Pyrénées-Orientales, en région Occitanie. Sur le plan historique et culturel, la commune est dans le massif des Corbières, un chaos calcaire formant la transition entre le Massif central et les Pyrénées.
Exposée à un climat méditerranéen, elle est drainée par divers petits cours d'eau. La commune possède un patrimoine naturel remarquable : un site Natura 2000 (les « Basses Corbières »), un espace protégé (le « Serrat de la Narède ») et cinq zones naturelles d'intérêt écologique, faunistique et floristique.
Vingrau est une commune rurale qui compte 541 habitants en 2022.  Elle fait partie de l'aire d'attraction de Perpignan. Ses habitants sont appelés les Vingraunais ou  Vingraunaises.

## Géographie

### Localisation
La commune de Vingrau se trouve dans le département des Pyrénées-Orientales, en région Occitanie.
Elle se situe à 19 km à vol d'oiseau de Perpignan, préfecture du département, et à 12 km de Rivesaltes, bureau centralisateur du canton de la Vallée de l'Agly dont dépend la commune depuis 2015 pour les élections départementales.
La commune fait en outre partie du bassin de vie de Perpignan.
Les communes les plus proches sont : 
Tautavel (4,6 km), Paziols (4,9 km), Tuchan (6,6 km), Cases-de-Pène (7,7 km), Opoul-Périllos (8,1 km), Espira-de-l'Agly (9,2 km), Padern (10,1 km), Calce (10,1 km).
Sur le plan historique et culturel, Vingrau fait partie du massif des Corbières, un chaos calcaire formant la transition entre le Massif central et les Pyrénées. Leur originalité est surtout due à une grande variété de constitution géologique qui commande des contrastes de relief et de couleurs.

### Communes limitrophes
Les communes limitrophes sont  Espira-de-l'Agly, Opoul-Périllos, Paziols, Salses-le-Château, Tautavel et Tuchan.
| Tuchan (Aude)  | Embres-et-Castelmaure (Aude) (par un quadripoint) | Opoul-Périllos    |
| Paziols (Aude) | Vingrau                                           | Salses-le-Château |
| Tautavel       | Cases-de-Pène (par un quadripoint)                | Espira-de-l'Agly  |

### Géologie et relief
La superficie de la commune est de 3 212 ha. Son altitude varie de 119 à 575 m.
La commune est classée en zone de sismicité 3, correspondant à une sismicité modérée.

### Climat
Pour des articles plus généraux, voir Climat de l'Occitanie et Climat des Pyrénées-Orientales.
En 2010, le climat de la commune est de type climat méditerranéen franc, selon une étude du CNRS s'appuyant sur une série de données couvrant la période 1971-2000. En 2020, Météo-France publie une typologie des climats de la France métropolitaine dans laquelle la commune est exposée à un climat méditerranéen et est dans la région climatique Provence, Languedoc-Roussillon, caractérisée par une pluviométrie faible en été, un très bon ensoleillement (2 600 h/an), un été chaud (21,5 °C), un air très sec en été, sec en toutes saisons, des vents forts (fréquence de 40 à 50 % de vents > 5 m/s) et peu de brouillards.
Pour la période 1971-2000, la température annuelle moyenne est de 15 °C, avec une amplitude thermique annuelle de 15,6 °C. Le cumul annuel moyen de précipitations est de 554 mm, avec 6,3 jours de précipitations en janvier et 2,5 jours en juillet. Pour la période 1991-2020, la température moyenne annuelle observée sur la station météorologique la plus proche, située sur la commune de Durban-Corbières à 17 km à vol d'oiseau, est de 15,0 °C et le cumul annuel moyen de précipitations est de 701,0 mm,. Pour l'avenir, les paramètres climatiques de la commune estimés pour 2050 selon différents scénarios d’émission de gaz à effet de serre sont consultables sur un site dédié publié par Météo-France en novembre 2022.

### Milieux naturels et biodiversité

#### Espaces protégés
La protection réglementaire est le mode d’intervention le plus fort pour préserver des espaces naturels remarquables et leur biodiversité associée,.
Un  espace protégé est présent sur la commune : 
le « Serrat de la Narède », objet d'un arrêté de protection de biotope, d'une superficie de 240,2 ha.

#### Réseau Natura 2000

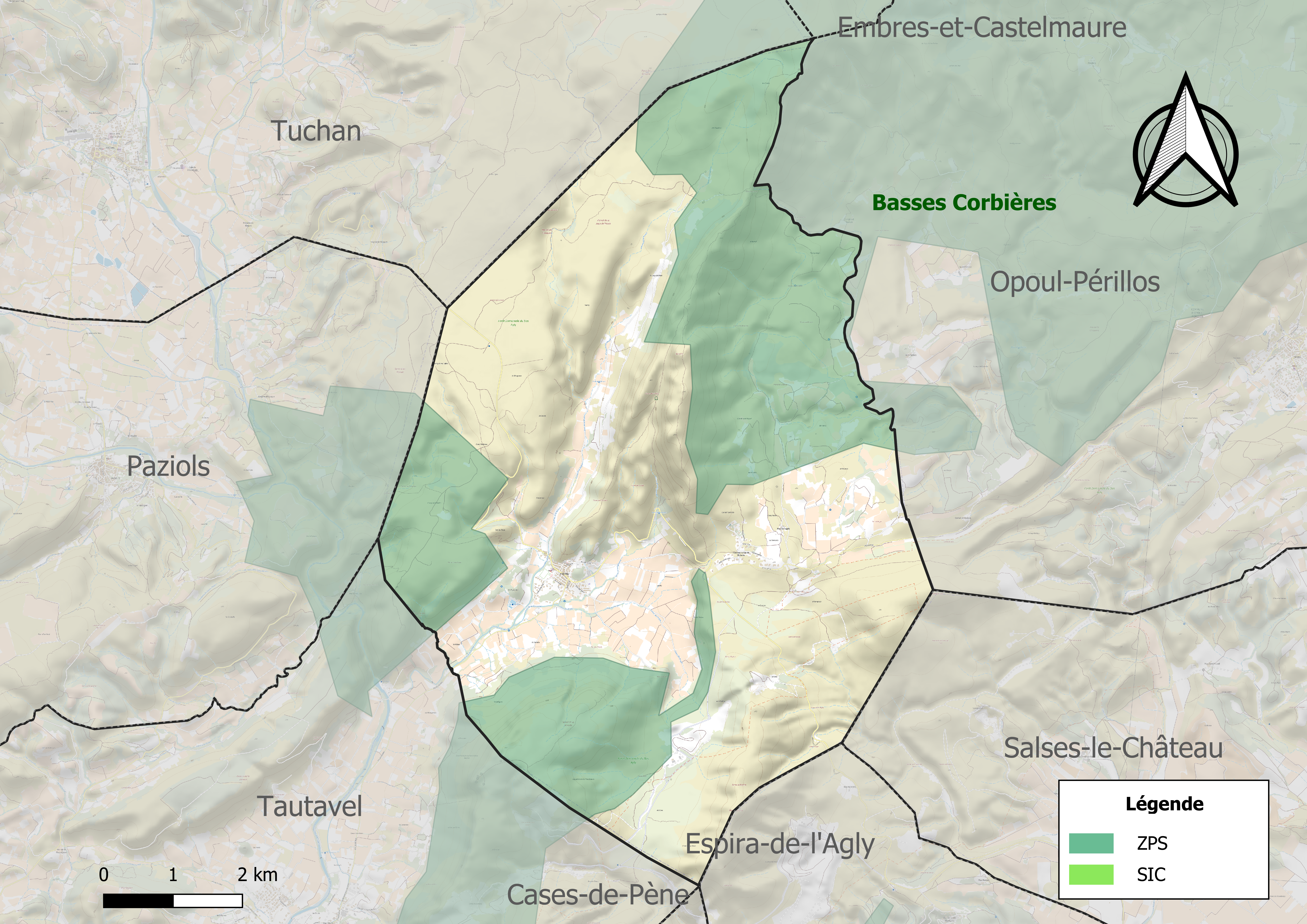
Sites Natura 2000 sur le territoire communal.

Le réseau Natura 2000 est un réseau écologique européen de sites naturels d'intérêt écologique élaboré à partir des directives habitats et oiseaux, constitué de zones spéciales de conservation (ZSC) et de zones de protection spéciale (ZPS).
Un site Natura 2000 a été défini sur la commune au titre  de la directive oiseaux : 0, d'une superficie de 29 495 ha, sont un site important pour la conservation des rapaces : l'Aigle de Bonelli, l’'Aigle royal, le 'Grand-duc d’Europe, le 'Circaète Jean-le-Blanc, le 'Faucon pèlerin, le 'Busard cendré, l’'Aigle botté.

#### Zones naturelles d'intérêt écologique, faunistique et floristique
L’inventaire des zones naturelles d'intérêt écologique, faunistique et floristique (ZNIEFF) a pour objectif de réaliser une couverture des zones les plus intéressantes sur le plan écologique, essentiellement dans la perspective d’améliorer la connaissance du patrimoine naturel national et de fournir aux différents décideurs un outil d’aide à la prise en compte de l’environnement dans l’aménagement du territoire.
Trois ZNIEFF de type 1 sont recensées sur la commune :
- les « falaises de Tautavel et de Vingrau » (1 180 ha), couvrant 2 communes du département[21] ;
- le « Font de Génégals et mares de la Galère » (4 ha), couvrant 2 communes du département[22],
- les « garrigues de Vingrau » (1 622 ha), couvrant 3 communes dont deux dans l'Aude et une dans les Pyrénées-Orientales[23] ;

et deux ZNIEFF de type 2, : 
- les « Corbières centrales » (68 810 ha), couvrant 56 communes dont 54 dans l'Aude et deux dans les Pyrénées-Orientales[24] ;
- les « Corbières orientales » (30 263 ha), couvrant 19 communes dont 12 dans l'Aude et sept dans les Pyrénées-Orientales[25].

Carte des ZNIEFF de type 1 et 2 à Vingrau.
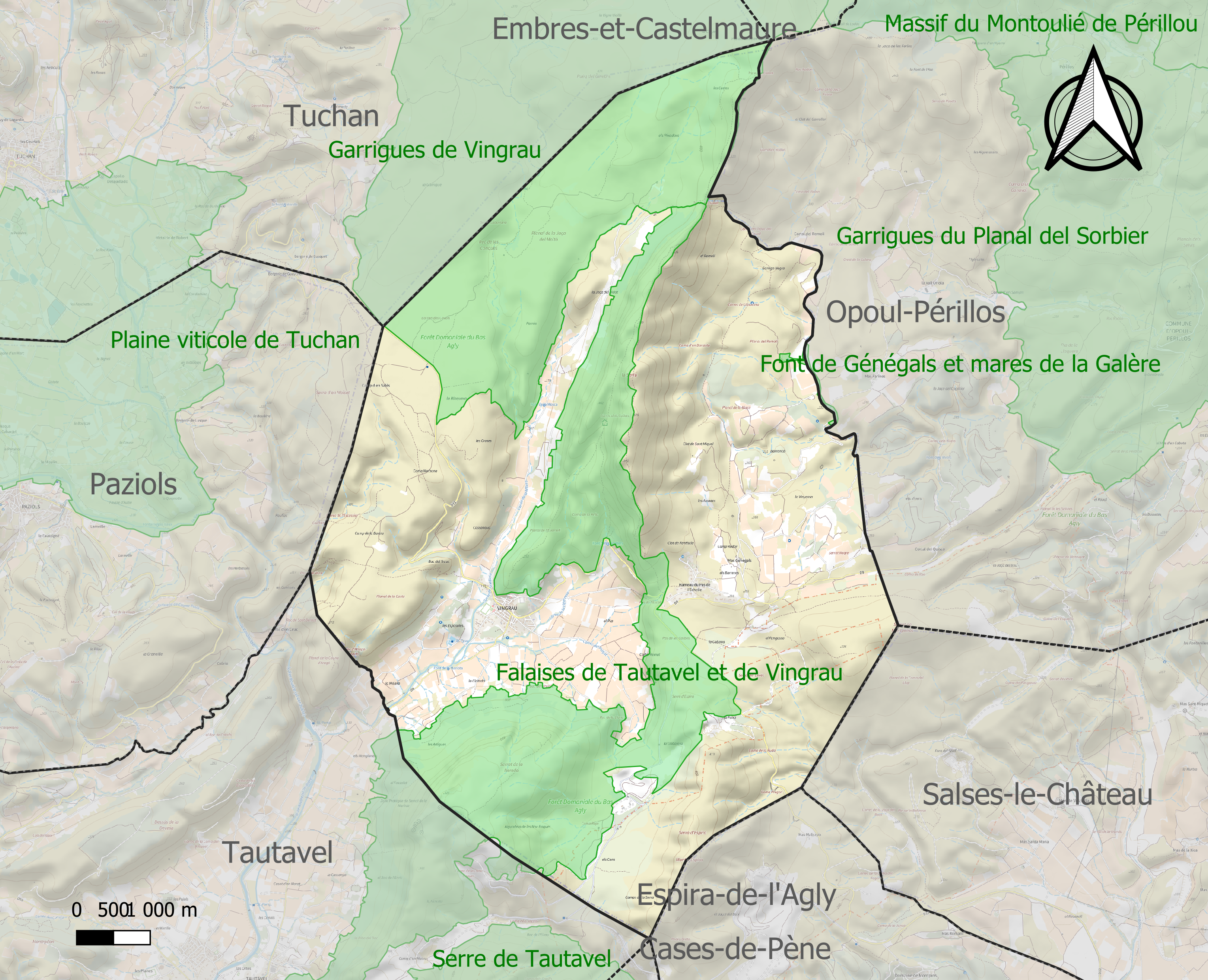
Carte des ZNIEFF de type 1 sur la commune.
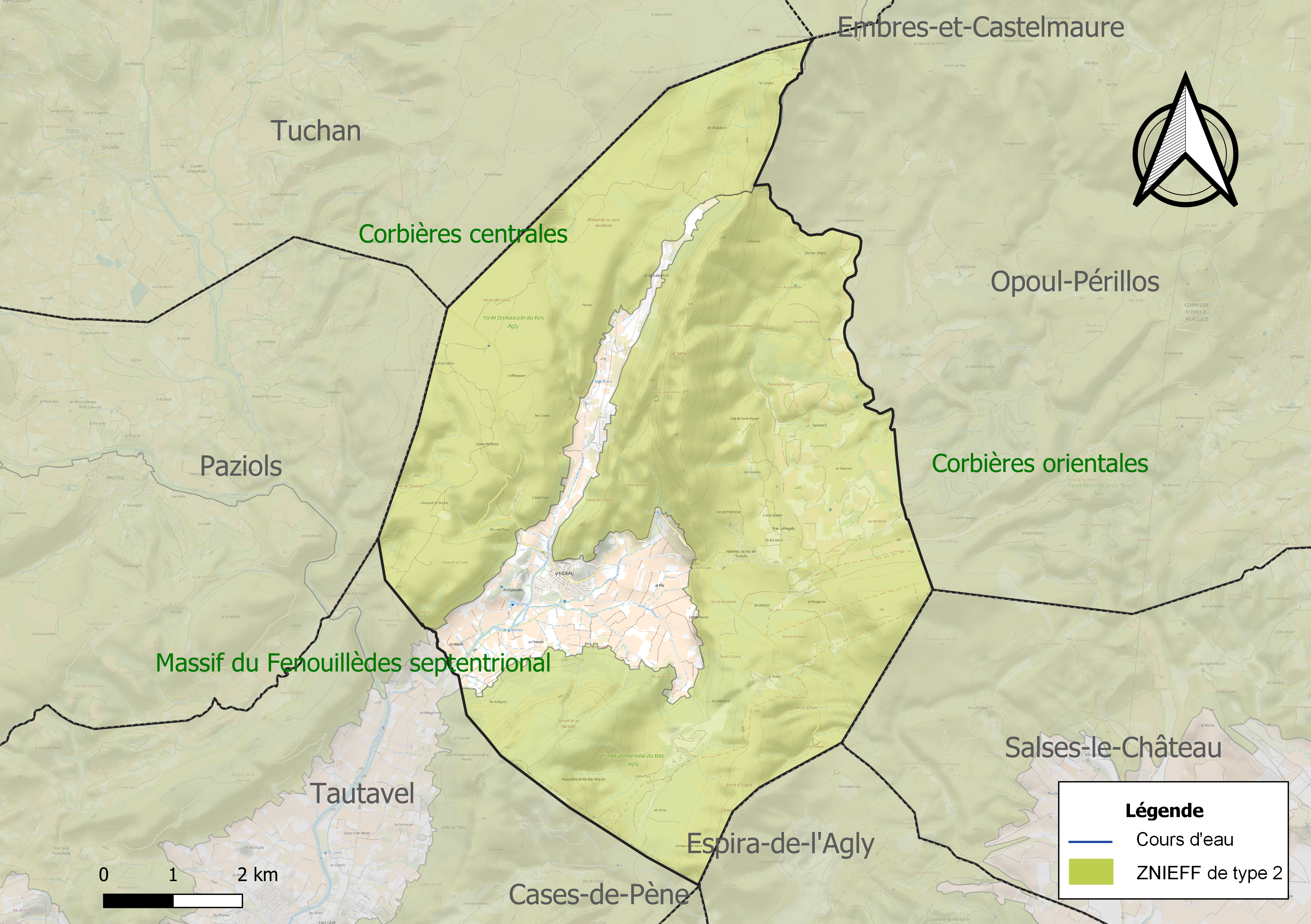
Carte des ZNIEFF de type 2 sur la commune.

## Urbanisme

### Typologie
Au 1er janvier 2024, Vingrau est catégorisée commune rurale à habitat dispersé, selon la nouvelle grille communale de densité à sept niveaux définie par l'Insee en 2022.
Elle est située hors unité urbaine. Par ailleurs la commune fait partie de l'aire d'attraction de Perpignan, dont elle est une commune de la couronne,. Cette aire, qui regroupe 118 communes, est catégorisée dans les aires de 200 000 à moins de 700 000 habitants,.

### Occupation des sols
L'occupation des sols de la commune, telle qu'elle ressort de la base de données européenne d’occupation biophysique des sols Corine Land Cover (CLC), est marquée par l'importance des forêts et milieux semi-naturels (77,2 % en 2018), une proportion sensiblement équivalente à celle de 1990 (77,8 %). La répartition détaillée en 2018 est la suivante : 
milieux à végétation arbustive et/ou herbacée (69,9 %), cultures permanentes (16,4 %), espaces ouverts, sans ou avec peu de végétation (7,3 %), zones agricoles hétérogènes (4,2 %), zones urbanisées (1,2 %), mines, décharges et chantiers (0,9 %). L'évolution de l’occupation des sols de la commune et de ses infrastructures peut être observée sur les différentes représentations cartographiques du territoire : la carte de Cassini (XVIIIe siècle), la carte d'état-major (1820-1866) et les cartes ou photos aériennes de l'IGN pour la période actuelle (1950 à aujourd'hui).

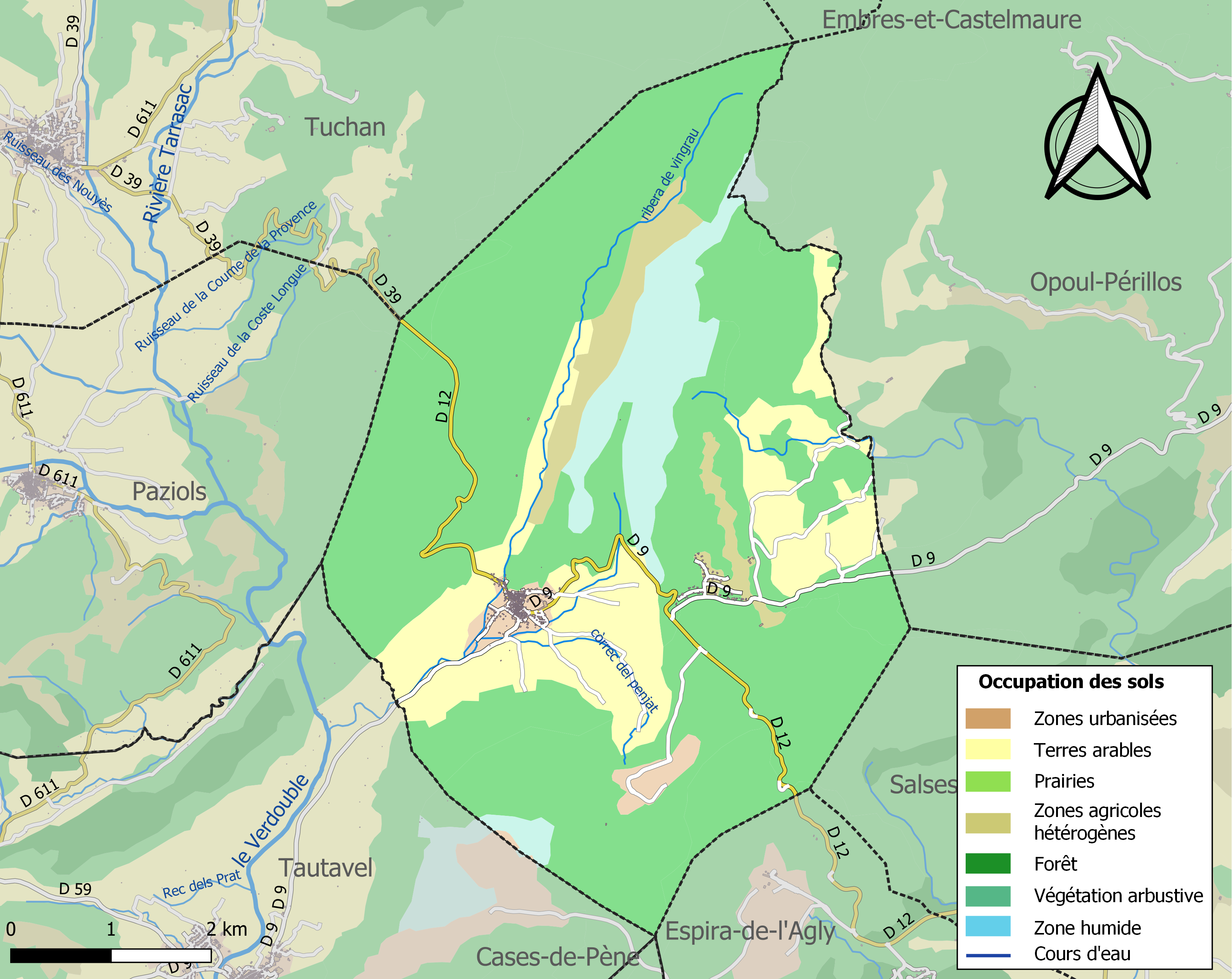
Carte des infrastructures et de l'occupation des sols de la commune en 2018 (CLC).

### Risques majeurs
Le territoire de la commune de Vingrau est vulnérable à différents aléas naturels : inondations, climatiques (grand froid ou canicule), feux de forêts, mouvements de terrains et séisme (sismicité modérée),.
Certaines parties du territoire communal sont susceptibles d’être affectées par le risque d’inondation par crue torrentielle de cours d'eau du bassin de l'Agly.
Les mouvements de terrains susceptibles de se produire sur la commune sont soit des mouvements liés au retrait-gonflement des argiles, soit des glissements de terrains, soit des chutes de blocs, soit des effondrements liés à des cavités souterraines. Une cartographie nationale de l'aléa retrait-gonflement des argiles permet de connaître les sols argileux ou marneux susceptibles vis-à-vis de ce phénomène. L'inventaire national des cavités souterraines permet par ailleurs de localiser celles situées sur la commune.
Ces risques naturels sont pris en compte dans l'aménagement du territoire de la commune par le biais d'un plan de prévention des risques inondations et mouvements de terrains.

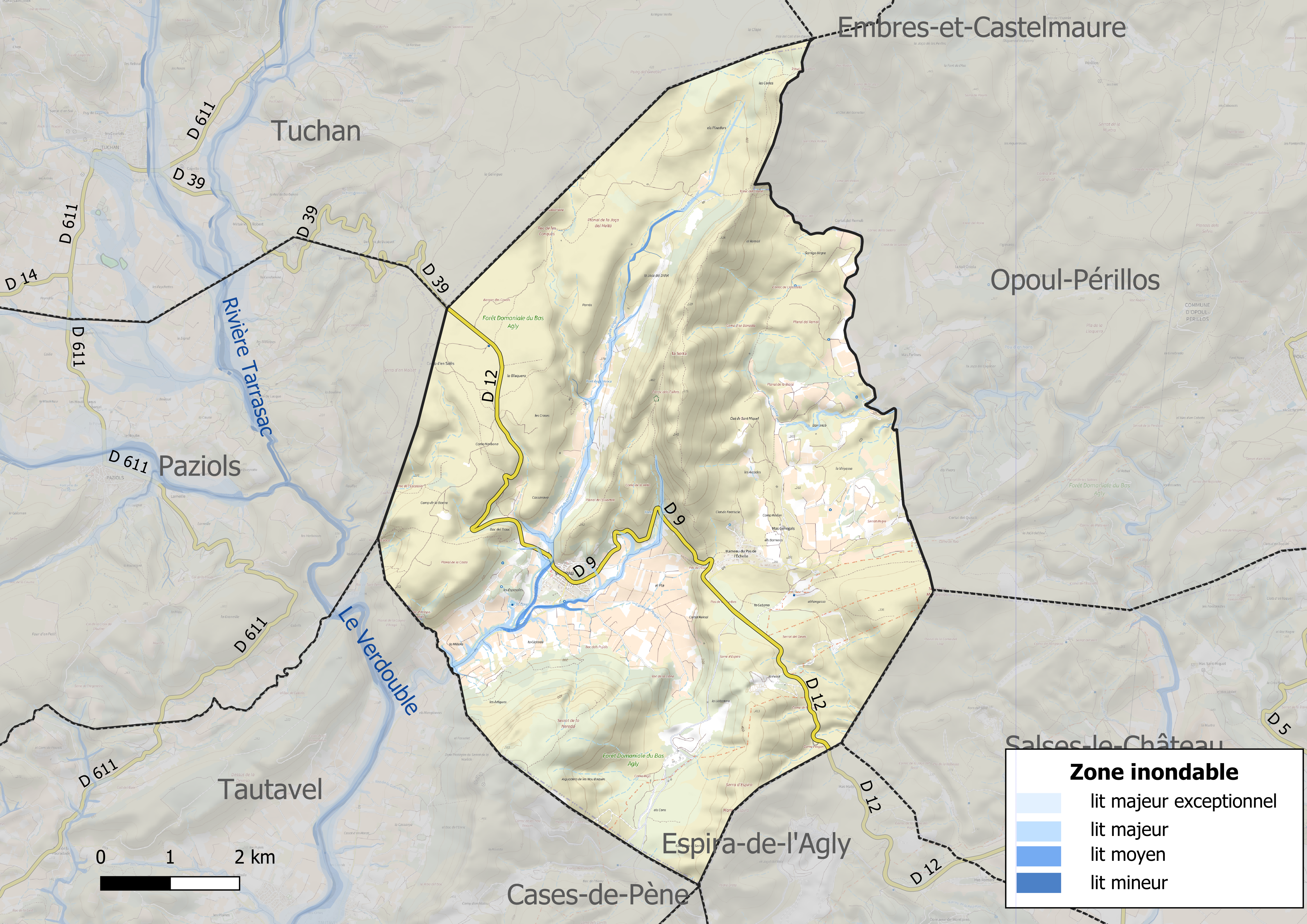
Carte des zones inondables.
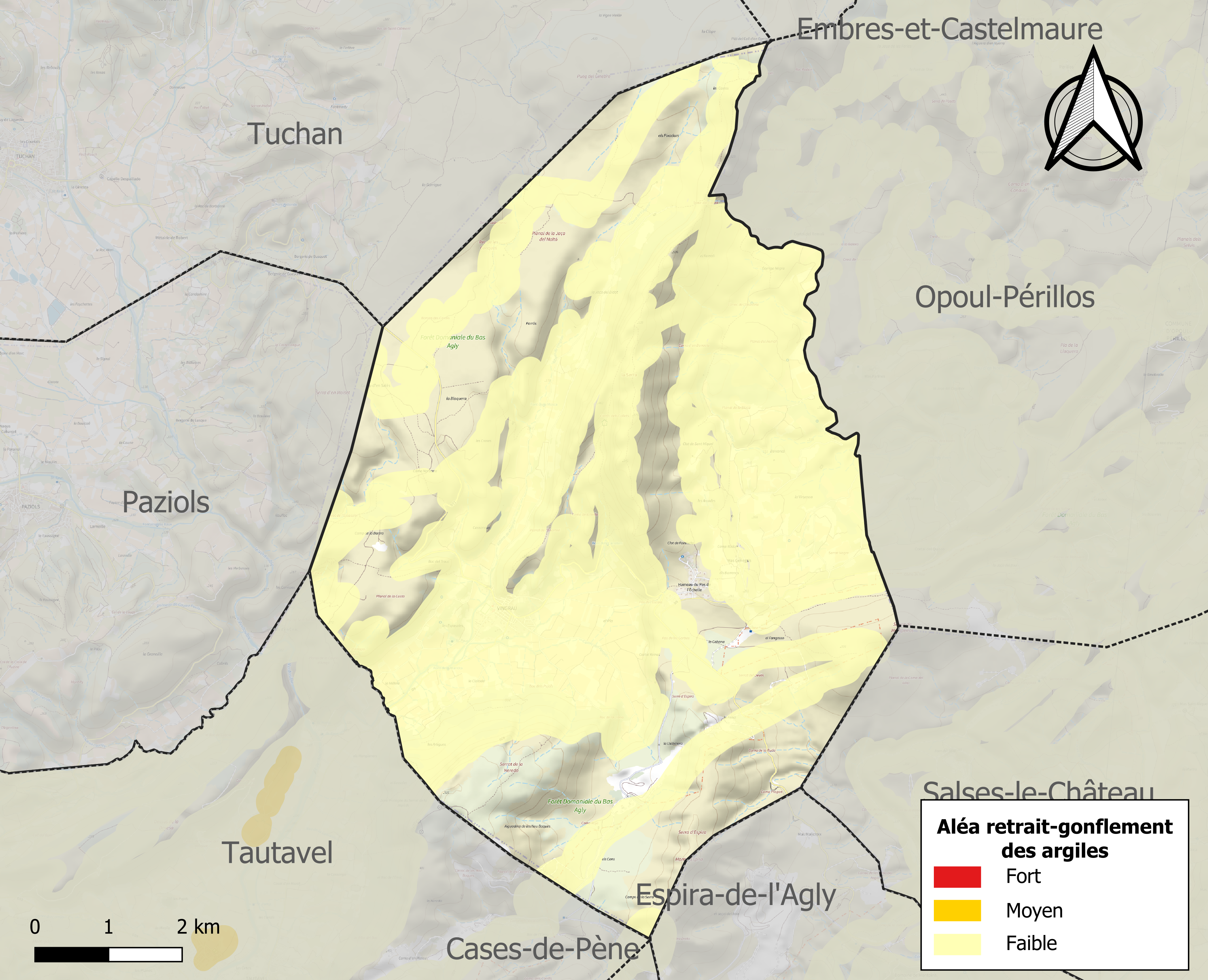
Carte des zones d'aléa retrait-gonflement des argiles.

## Toponymie
Le nom de la commune, en français comme en catalan, est Vingrau. En 1793, le nom de la commune est Vingraud.
Il serait issu d'une déformation du nom « vint graons » (vingt marches), en référence au Pas de l'Echelle (Pas de l'Escala), chaîne rocheuse qui surplombe le village ; ou il serait dérivé du nom d'une personne germanique, Winigaud ; ou encore, il serait à mettre en relation avec le vin : « el grau dels vins » (le degré des vins).

## Histoire
Faisant partie au IXe siècle du comté de Razès et plus particulièrement du Peyrepertusès, Vingrau est rattaché au comté de Roussillon au XIe siècle.
En 1935, un incendie provoque la destruction de la mairie, des archives municipales et la mort d'un cantonnier.

## Population et société

### Démographie ancienne
La population est exprimée en nombre de feux (f) ou d'habitants (H).
| 1358 | 1365 | 1378 | 1643 | 1709 | 1720 | 1730 | 1755 | 1767  |
| ---- | ---- | ---- | ---- | ---- | ---- | ---- | ---- | ----- |
| 27 f | 25 f | 21 f | 20 f | 53 f | 55 f | 57 f | 88 f | 325 H |

| 1774 | 1789 | 1790  | - | - | - | - | - | - |
| ---- | ---- | ----- | - | - | - | - | - | - |
| 57 f | 80 f | 368 H | - | - | - | - | - | - |

### Démographie contemporaine
L'évolution du nombre d'habitants est connue à travers les recensements de la population effectués dans la commune depuis 1793. Pour les communes de moins de 10 000 habitants, une enquête de recensement portant sur toute la population est réalisée tous les cinq ans, les populations de référence des années intermédiaires étant quant à elles estimées par interpolation ou extrapolation. Pour la commune, le premier recensement exhaustif entrant dans le cadre du nouveau dispositif a été réalisé en 2005.

En 2022, la commune comptait 541 habitants, en évolution de −11,17 % par rapport à 2016 (Pyrénées-Orientales : +3,92 %, France hors Mayotte : +2,11 %).
| 1793 | 1800 | 1806 | 1821 | 1831 | 1836 | 1841 | 1846 | 1851 |
| ---- | ---- | ---- | ---- | ---- | ---- | ---- | ---- | ---- |
| 366  | 409  | 484  | 497  | 604  | 585  | 651  | 696  | 666  |

| 1856 | 1861 | 1866 | 1872 | 1876 | 1881  | 1886 | 1891 | 1896 |
| ---- | ---- | ---- | ---- | ---- | ----- | ---- | ---- | ---- |
| 714  | 746  | 846  | 900  | 953  | 1 068 | 959  | 932  | 954  |

| 1901  | 1906  | 1911 | 1921 | 1926 | 1931 | 1936 | 1946 | 1954 |
| ----- | ----- | ---- | ---- | ---- | ---- | ---- | ---- | ---- |
| 1 037 | 1 008 | 807  | 817  | 815  | 747  | 722  | 641  | 583  |

| 1962 | 1968 | 1975 | 1982 | 1990 | 1999 | 2005 | 2006 | 2010 |
| ---- | ---- | ---- | ---- | ---- | ---- | ---- | ---- | ---- |
| 639  | 563  | 490  | 475  | 426  | 469  | 530  | 553  | 607  |

| 2015 | 2020 | 2022 | - | - | - | - | - | - |
| ---- | ---- | ---- | - | - | - | - | - | - |
| 609  | 558  | 541  | - | - | - | - | - | - |

| selon la population municipale des années : | 1968 | 1975 | 1982 | 1990 | 1999 | 2006 | 2009 | 2013 |
| Rang de la commune dans le département      | 89   | 92   | 87   | 105  | 105  | 107  | 104  | 102  |
| Nombre de communes du département           | 232  | 217  | 220  | 225  | 226  | 226  | 226  | 226  |

### Manifestations culturelles et festivités
- Fête patronale : 18 au 20 août[48].

## Économie

### Revenus
En 2018, la commune compte 270 ménages fiscaux, regroupant 537 personnes. La médiane du revenu disponible par unité de consommation est de 16 650 € (19 350 € dans le département).

### Emploi
|                | 2008   | 2013   | 2018   |
| -------------- | ------ | ------ | ------ |
| Commune        | 9,4 %  | 18,3 % | 11 %   |
| Département    | 10,3 % | 12,9 % | 13,3 % |
| France entière | 8,3 %  | 10 %   | 10 %   |

En 2018, la population âgée de 15 à 64 ans s'élève à 346 personnes, parmi lesquelles on compte 79,6 % d'actifs (68,6 % ayant un emploi et 11 % de chômeurs) et 20,4 % d'inactifs,. Depuis 2008, le taux de chômage communal (au sens du recensement) des 15-64 ans est inférieur à celui du département, mais supérieur à celui de la France.
La commune fait partie de la couronne de l'aire d'attraction de Perpignan, du fait qu'au moins 15 % des actifs travaillent dans le pôle,. Elle compte 81 emplois en 2018, contre 97 en 2013 et 116 en 2008. Le nombre d'actifs ayant un emploi résidant dans la commune est de 241, soit un indicateur de concentration d'emploi de 33,7 % et un taux d'activité parmi les 15 ans ou plus de 55,9 %.
Sur ces 241 actifs de 15 ans ou plus ayant un emploi, 55 travaillent dans la commune, soit 23 % des habitants. Pour se rendre au travail, 88,2 % des habitants utilisent un véhicule personnel ou de fonction à quatre roues, 1,3 % les transports en commun, 7,4 % s'y rendent en deux-roues, à vélo ou à pied et 3,1 % n'ont pas besoin de transport (travail au domicile).

### Activités hors agriculture

#### Secteurs d'activités
37 établissements sont implantés  à Vingrau au 31 décembre 2019. Le tableau ci-dessous en détaille le nombre par secteur d'activité et compare les ratios avec ceux du département,.
| Secteur d'activité                                                                                        | Commune | Commune | Département |
| Secteur d'activité                                                                                        | Nombre  | %       | %           |
| --- | ------- | ------- | ----------- |
| Ensemble                                                                                                  | 37      |         |             |
| Industrie manufacturière, industries extractives et autres                                                | 4       | 10,8 %  | (8,7 %)     |
| Construction                                                                                              | 7       | 18,9 %  | (14,3 %)    |
| Commerce de gros et de détail, transports, hébergement et restauration                                    | 12      | 32,4 %  | (30,5 %)    |
| Activités financières et d'assurance                                                                      | 1       | 2,7 %   | (3 %)       |
| Activités immobilières                                                                                    | 3       | 8,1 %   | (6,2 %)     |
| Activités spécialisées, scientifiques et techniques et activités de services administratifs et de soutien | 6       | 16,2 %  | (13 %)      |
| Administration publique, enseignement, santé humaine et action sociale                                    | 1       | 2,7 %   | (13,9 %)    |
| Autres activités de services                                                                              | 3       | 8,1 %   | (8,5 %)     |

Le secteur du commerce de gros et de détail, des transports, de l'hébergement et de la restauration est prépondérant sur la commune puisqu'il représente 32,4 % du nombre total d'établissements de la commune (12 sur les 37 entreprises implantées  à Vingrau), contre 30,5 % au niveau départemental.

#### Entreprises et commerces
Les trois entreprises ayant leur siège social sur le territoire communal qui génèrent le plus de chiffre d'affaires en 2020 sont : 
- Domaine Du Clos Des Fees, culture de la vigne (1 714 k€)
- SARL Les Terrasses De L Arago, commerce de gros (commerce interentreprises) de boissons (211 k€)
- Le Fair Play, restauration traditionnelle (70 k€)

### Agriculture
La commune est dans les « Corbières du Roussillon », une petite région agricole occupant le nord du département des Pyrénées-Orientales. En 2020, l'orientation technico-économique de l'agriculture  sur la commune est la viticulture.
|               | 1988 | 2000 | 2010 | 2020 |
| ------------- | ---- | ---- | ---- | ---- |
| Exploitations | 105  | 57   | 37   | 27   |
| SAU (ha)      | 659  | 513  | 468  | 240  |

Le nombre d'exploitations agricoles en activité et ayant leur siège dans la commune est passé de 105 lors du recensement agricole de 1988  à 57 en 2000 puis à 37 en 2010 et enfin à 27 en 2020, soit une baisse de 74 % en 32 ans. Le même mouvement est observé à l'échelle du département qui a perdu pendant cette période 73 % de ses exploitations,. La surface agricole utilisée sur la commune a également diminué, passant de 659 ha en 1988 à 240 ha en 2020. Parallèlement la surface agricole utilisée moyenne par exploitation a augmenté, passant de 6 à 9 ha.

## Culture locale et patrimoine

### Monuments et lieux touristiques

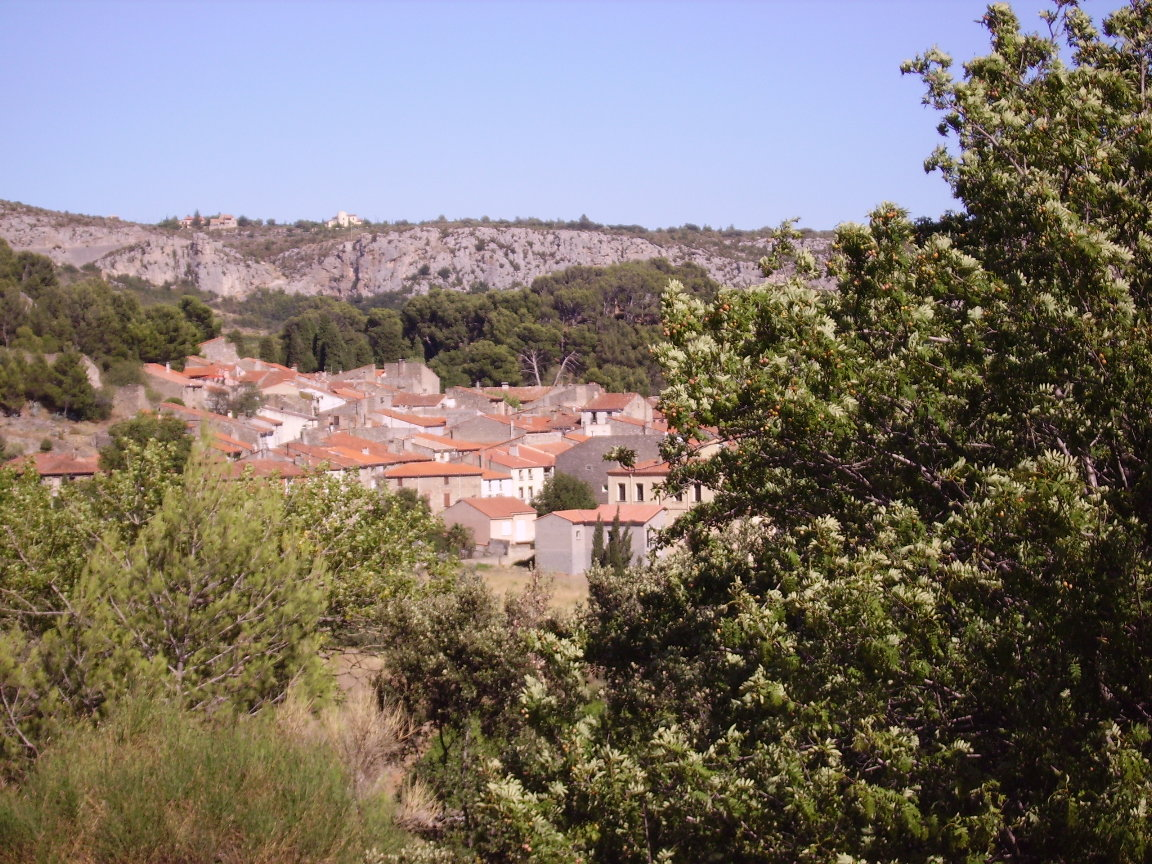

- Ancienne église Notre-Dame de l'Assomption de Vingrau, ancienne église paroissiale ;
- Église Notre-Dame-de-l'Assomption de Vingrau, paroissiale. L'édifice est référencé dans la base Mérimée et à l'Inventaire général Région Occitanie[54]. Plusieurs objets sont référencés dans la base Palissy (voir les notices liées)[54].
- Chapelle de Notre-Dame du Bon Conseil. L'édifice est référencé dans la base Mérimée et à l'Inventaire général Région Occitanie[55]. Une petite statue de la Vierge à l'Enfant est référencée dans la base Palissy[55].
- Chapelle Sainte-Cécile de Genegals.
- Fontaine, datée de 1812 et 1866 ;
- Puits à glace ;
- Moulin à vent, autrefois en ruine, aujourd'hui restauré ;
- Monument aux morts.

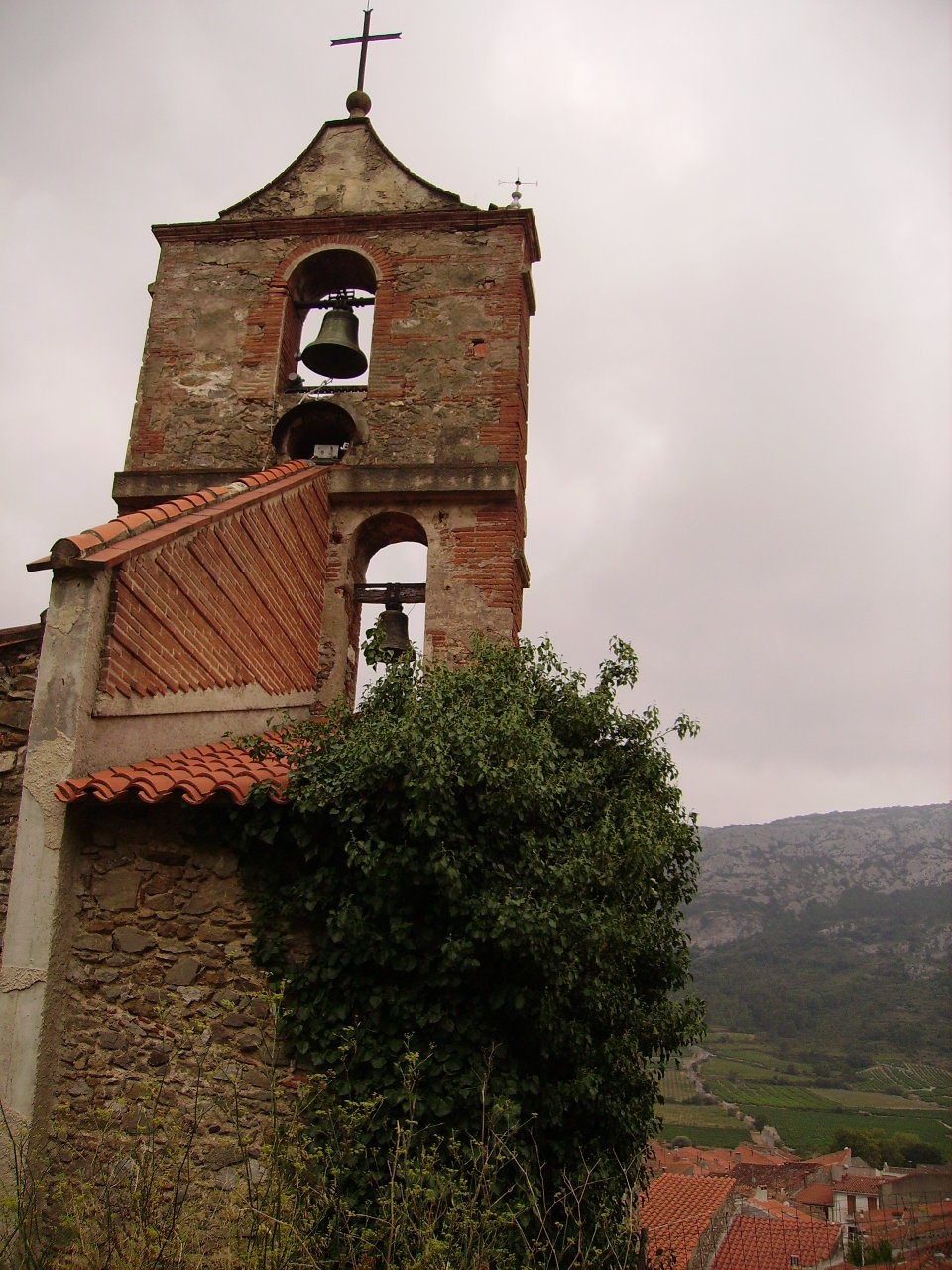
Ancienne église Notre-Dame de l'Assomption de Vingrau
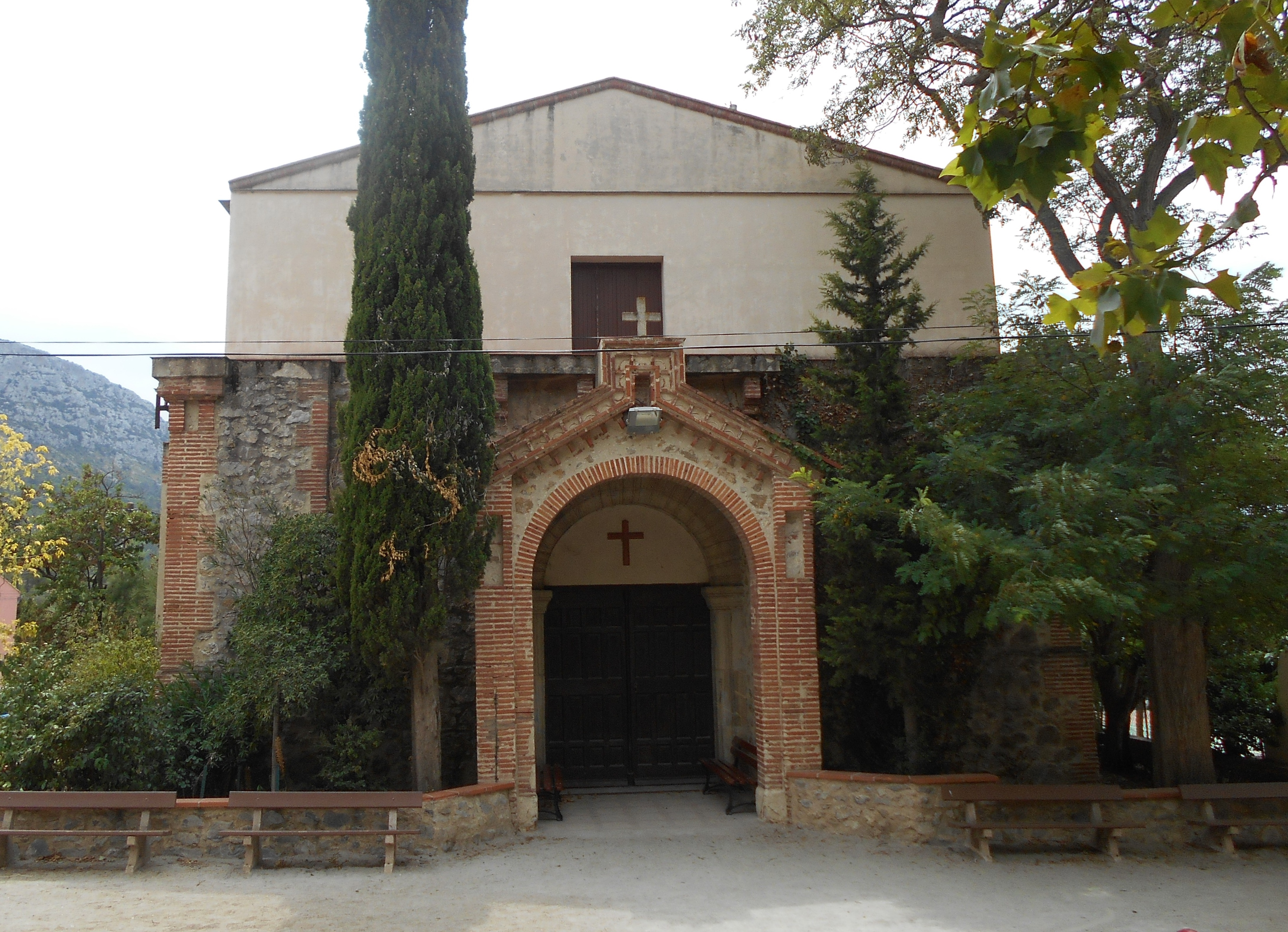
Église Notre-Dame-de-l'Assomption de Vingrau
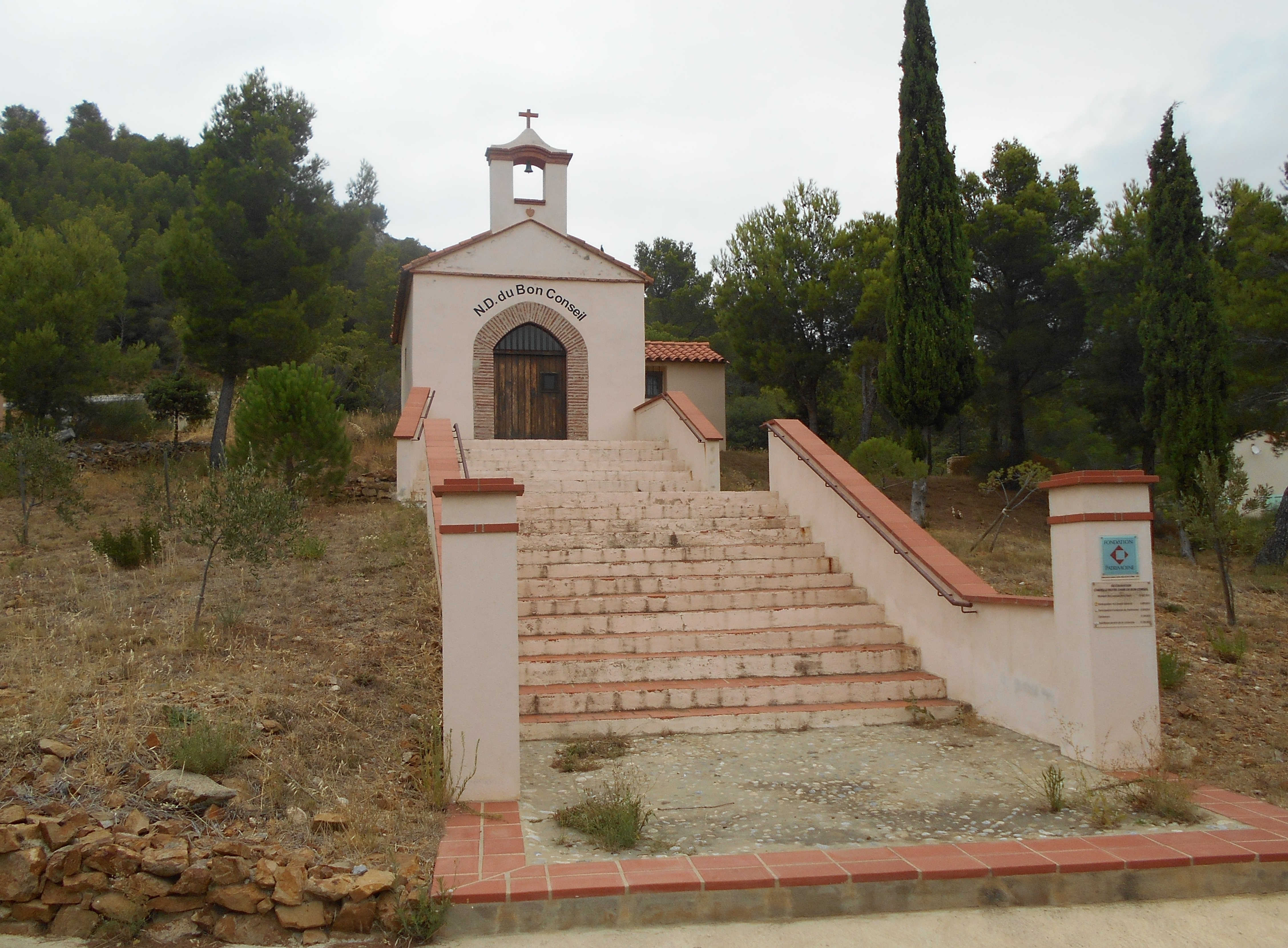
Chapelle Notre-Dame-du-Bon-Conseil de Vingrau
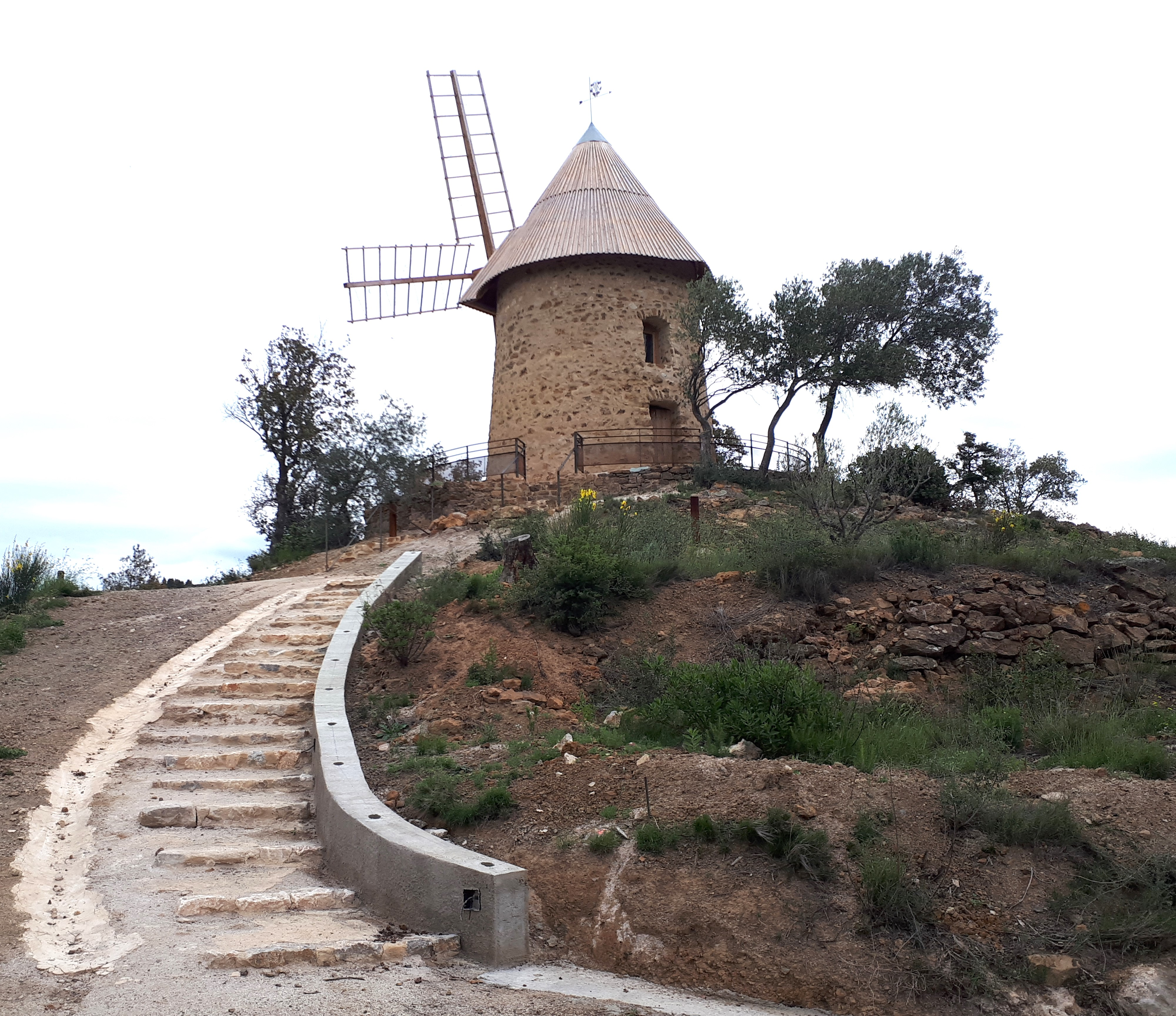
Ancien moulin à vent, restauré[56],[57].

### Personnalités liées à la commune
- Daniel Fargeas (1934-2009), éditeur de fiches écologiques ayant résidé au village.
- Marcel Gili (1914-1993), sculpteur et peintre installé à Vingrau au mas Génégals.

### Héraldique
| Blason | Blasonnement : D’argent au carreau en losange soudé d’or chargé de quatre pals de gueules, surmonté d’une couronne aussi soudée d’or, le tout accosté en chef de deux feuilles de vigne renversées de sinople, celle de dextre posée en bande et celle de senestre posée en barre et soutenu de deux cornes d’abondance affrontées aussi soudées d’or remplies de raisin de sinople, celle de dextre posée en bande et celle de senestre posée en barre. |